# استیو بشام
استیو بشام (انگلیسی: Steve Basham؛ زادهٔ ۲ دسامبر ۱۹۷۷) بازیکن فوتبال اهل بریتانیا است.
از باشگاه‌هایی که در آن بازی کرده‌است می‌توان به باشگاه فوتبال هیز و یدینگ یونایتد، باشگاه فوتبال پرستون نورث اند، باشگاه فوتبال آکسفورد سیتی، باشگاه فوتبال لوتون تاون، باشگاه فوتبال ساوت‌همپتون، باشگاه فوتبال براکلی تاون، باشگاه فوتبال اکستر سیتی، باشگاه فوتبال آکسفورد یونایتد، و باشگاه فوتبال ورکسام اشاره کرد.